# Ксиври-Сиркур
Ксиври́-Сирку́р (фр. Xivry-Circourt) — коммуна во французском департаменте Мёрт и Мозель, региона Лотарингия. Относится к  кантону Одюн-ле-Роман.	

## География

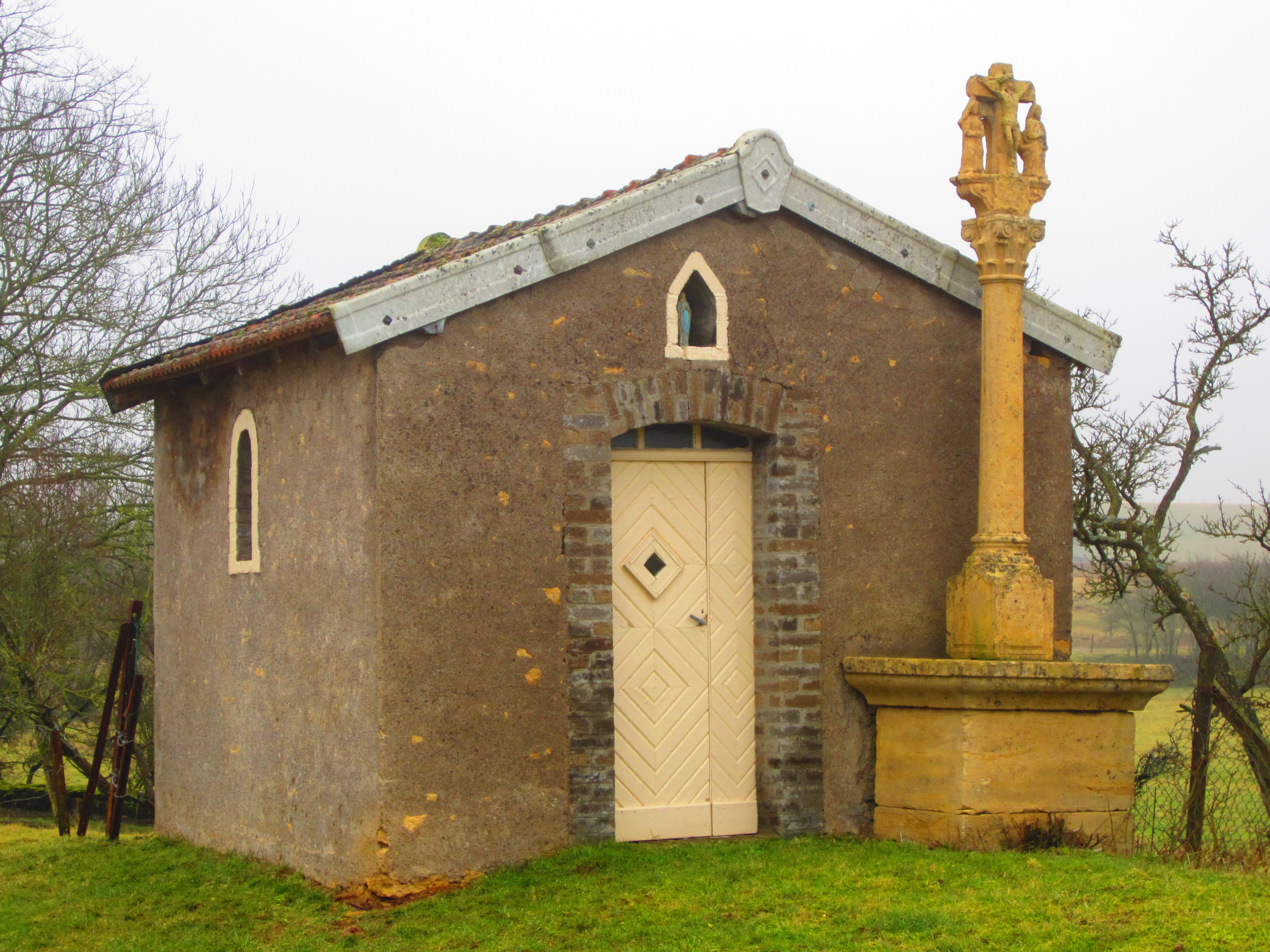
Часовня Сиркур.

Ксиври-Сиркур расположен в 40 км к северо-западу от Меца. Соседние коммуны: Мерси-ле-Ба и Сен-Сюппле на севере, Мерси-ле-О на востоке, Прётен-Иньи на юго-востоке, Домпри на юге.

## История
Ксиври-Сиркур был образован в 1809 году слиянием двух соседних коммун Ксиври-ле-Франк и Сиркур.

## Демография
Население коммуны на 2010 год составляло 264 человека.
| 1962 | 1968 | 1975 | 1982 | 1990 | 1999 | 2010 |
| ---- | ---- | ---- | ---- | ---- | ---- | ---- |
| 432  | 354  | 325  | 300  | 278  | 296  | 264  |